# Hour of the Wolf
Hour of the Wolf è un singolo del cantante azero Elnur Hüseynov, scritta da Sandra Bjurman, Nicolas Rebscher, Nicklas Lif e Lina Hansson.
La canzone è stata selezionata dall'emittente azera İTV per rappresentare l'Azerbaijan all'Eurovision Song Contest 2015 a Vienna. La canzone ottiene 53 punti nella seconda semifinale, classificandosi 10ª e avanzando verso la finale, nella quale si è classificata 12ª con 49 punti.